# Condado de Genesee (Nueva York)
El condado de Genesee (en inglés: Genesee County) fundado en 1802 y organizado en 1803, es un condado en el estado estadounidense de Nueva York. En el 2000 el condado tenía una población de 60,370 habitantes en una densidad poblacional de 47 personas por km². La sede del condado es Batavia.

## Geografía
Según la Oficina del Censo, el condado tiene un área total de 1282 km² (495 mi²), de la cual 1279 km² (493,8 mi²) es tierra y 3 km² (1,2 mi²) (0.5%) es agua. El condado de Genesee se encuentra al este de Buffalo y al suroeste de Rochester, en la parte occidental del estado de Nueva York.

### Condados adyacentes
- Condado de Orleans - norte
- Condado de Monroe - noreste
- Condado de Livingston - este
- Condado de Wyoming - sur
- Condado de Erie - suroeste
- Condado de Niágara - noroeste

Principales autopistas
- Interestatal 90 (Autopista del Estado de Nueva York)
- Interestatal 490
- U.S. Ruta 20
- Ruta Estatal Nueva York 5
- Ruta Estatal Nueva York 19
- Ruta Estatal Nueva York 33
- Ruta Estatal Nueva York 63
- Ruta Estatal Nueva York 77
- Ruta Estatal Nueva York 98

## Demografía
Según la Oficina del Censo, en 2000, había 60.370 personas, 22.770 hogares, y 15.825 familias que residían en el condado. La densidad de población era de 122 personas por milla cuadrada (47/km²). Había 24.190 viviendas en una densidad media de 49 por milla cuadrada (19/km²). La composición racial del condado era de 94.69% blancos, el 2.13% negros o afroamericanos, el 0.78% amerindios, el 0.48% asiáticos, 0.02% isleños del Pacífico, el 0.71% de otras razas, y el 1.18% de dos o más razas. El 1.50% de la población eran hispanos o latinos de cualquier raza. El 96.5% de la población hablaba inglés y el 1.5% español como primera lengua.
En 2000 había 22.770 hogares de los cuales 33.3% tenían niños bajo la edad de 18 que vivían con ellos, el 55.4% eran parejas casadas viviendo juntas, el 9.8% tenían a una mujer divorciada como la cabeza de la familia y el 30.5% no eran familias. El 24.8% de todas las viviendas estaban compuestas por individuos y el 11.1% tenían a alguna persona anciana de 65 años de edad o más. El tamaño del hogar promedio era de 2.59 y el tamaño promedio de una familia era de 3.10.
En el condado la composición por edad era del 26.1% menores de 18 años, el 7.5% tenía entre 18 a 24 años, el 29.5% de 25 a 44, el 22.6% entre 45 a 64, y el 14.3% tenía 65 años de edad o más. La edad promedia era 37 años. Por cada 100 mujeres había 96.9 varones. Por cada 100 mujeres mayores de 18 años había 95.0 varones.
En el 2000 la renta per cápita promedia del condado era de $36,585, y el ingreso promedio para una familia era de $40,542. En 2000 los hombres tenían un ingreso per cápita de $47,771 versus $34,430 para las mujeres. La renta per cápita para el condado era de $18,498. Alrededor del 7.60% de la población estaba bajo el umbral de pobreza nacional.

## Ciudades y pueblos
- Alabama (pueblo)
- Alexander (villa)
- Alexander (pueblo)
- Attica (villa) [compartida con el condado de Wyoming]
- Batavia (ciudad)
- Batavia (pueblo)
- Bergen (villa)
- Bergen (pueblo)
- Bethany (pueblo)
- Byron (pueblo)
- Corfu (villa)
- Darien (pueblo)
- Elba (villa)
- Elba (pueblo)
- Le Roy (villa)
- Le Roy (pueblo)
- Oakfield (villa)
- Oakfield (pueblo)
- Pavilion (pueblo)
- Pembroke (pueblo)
- Stafford (pueblo)

==> Entre paréntesis la forma de gobierno